# Шмалькальдські статті
Шмалькальдські статті (нім. Schmalkaldische Artikel) - це короткий виклад лютеранської доктрини, написаний Мартіном Лютером у 1537 році для засідань Шмалькальденської ліги в рамках підготовки до наміченого вселенського збору. 

## Історія
Покровитель Лютера, курфюрст Йоганн Фрідріх Саксонський, попросив його підготувати ці статті для зборів Шмалькальдічної ліги у 1537 році, які знову відбулися у Шмалькальдені. Ліга була організована в 1531 як союз різних лютеранських територій і міст, щоб забезпечити єдиний військовий і політичний фронт проти римо-католицьких політиків і армій, очолюваних імператором Карлом V.
Коли Шмалькальдська ліга зібралася на засідання, Лютер сильно захворів через важкий випадок каміння у нирках і тому не зміг бути присутнім на засіданні. Зрештою, ліга вирішила не приймати статті, написані Лютером. На те, щоб не приймати шмалькальдські статті, вплинув Філіпп Меланхтон, який був стурбований тим, що написане Лютером може бути сприйняте деякими як розкол. Меланхтона попросили написати чітку заяву про папство, що він і зробив, склавши документ, який був прийнятий на зборах як "Про владу і примат папи".
У "Шмалькальдських статтях" Лютер узагальнив те, що він вважав найважливішим вченням у християнстві. Статті були високо оцінені Іоанном Фредеріком, який наказав зробити їх частиною своєї останньої волі та заповіту. І хоча їх не було прийнято на зустрічі Шмалькальдської ліги в 1537 році, більшість богословів, які були присутні на цій зустрічі, підписалися під ними. У 1544 частина Гессена прийняла їх як сповідання, а в 1550-х роках Шмалькальдські статті авторитетно використовувалися багатьма гнесіо-лютеранами, а також були включені в "corpora doctrinae" протягом наступних 20 років. У 1580 році вони були прийняті як конфесійний документ у Книзі Злагоди.

## Переклади українською
- Твори Лютера : у 5 т. / пер. укр. мовою В. Горпинчука. Київ : Українська Лютеранська Церква, 2013–2017.[1]